# Biesenthal
Biesenthal är en småstad i östra Tyskland, belägen i Landkreis Barnim i förbundslandet Brandenburg, 33 km norr om Berlin. Staden är administrativt säte för kommunalförbundet Amt Biesenthal-Barnim, där även grannkommunerna Breydin, Marienwerder, Melchow, Rüdnitz och Sydower Fließ ingår.

## Geografi
Områdets geografi formades under den senaste istiden och innehåller bland annat spår av issjöar.
Till staden hör sedan 2003 den tidigare självständiga byn Danewitz, idag en administrativ stadsdel i Biesenthal.

## Historia
Området omkring Biesenthal var under 900-talet befolkat av västslaviska stammar och erövrades i samband med Ostsiedlung av huset Askaniens markgrevar. Orten grundades som en askanisk borg på 1200-talet och omnämns första gången i skriftliga källor 1258 som Bizdal eller Bysdal. Resterna av den medeltida borgen syns fortfarande som grundmurar på stadens slottsberg. 1315 fick orten stadsrättigheter. Stadens vattenkvarn omnämns första gången 1375 och var anlagd så att den vid behov kunde dämma upp floden Finow för att omringa slottsberget med vatten. Borgen kom dock aldrig att få någon större betydelse som försvarsanläggning.
År 1426 omnämns bröderna Claus, Wilke och Otto von Arnim som borgherrar i Biesenthal. Kurfursten Johann Georg av Brandenburg köpte 1577 Biesenthal och borgen, som redan vid tiden för trettioåriga kriget omnämndes som förfallen. 1671 bosatte sig en grupp judiska bosättare i staden och grundade en judisk församling. Församlingens kyrkogård har flera gånger förstörts under stadens historia, senast under Nazityskland. 1756 och 1764 inträffade två stora stadsbränder som förstörde stadens äldre arkiv.
Under andra världskriget låg ett satellitläger till koncentrationslägret Sachsenhausen i Biesenthal.
Ortens kvarn lades ned 1974 under DDR-tiden och kvarnbyggnaden brann ned 2002, varefter ruinerna revs. Idag återstår förvaltningsbyggnaden.

## Befolkning
| År   | Invånare |
| ---- | -------- |
| 1875 | 2 632    |
| 1890 | 2 732    |
| 1910 | 3 370    |
| 1925 | 3 556    |
| 1933 | 3 879    |
| 1939 | 4 529    |
| 1946 | 4 598    |
| 1950 | 5 120    |
| 1964 | 4 910    |
| 1971 | 4 801    |

| År   | Invånare |
| ---- | -------- |
| 1981 | 4 730    |
| 1985 | 4 892    |
| 1989 | 4 815    |
| 1990 | 4 668    |
| 1991 | 4 624    |
| 1992 | 4 695    |
| 1993 | 4 846    |
| 1994 | 4 911    |
| 1995 | 4 869    |
| 1996 | 4 923    |

| År   | Invånare |
| ---- | -------- |
| 1997 | 5 058    |
| 1998 | 5 183    |
| 1999 | 5 220    |
| 2000 | 5 272    |
| 2001 | 5 340    |
| 2002 | 5 394    |
| 2003 | 5 454    |
| 2004 | 5 509    |
| 2005 | 5 625    |
| 2006 | 5 621    |

| År   | Invånare |
| ---- | -------- |
| 2007 | 5 637    |
| 2008 | 5 507    |
| 2009 | 5 563    |
| 2010 | 5 543    |
| 2011 | 5 498    |
| 2012 | 5 525    |
| 2013 | 5 564    |
| 2014 | 5 632    |
| 2015 | 5 679    |
| 2016 | 5 671    |

| År   | Invånare |
| ---- | -------- |
| 2017 | 5 734    |
| 2018 | 5 791    |
| 2019 | 5 869    |
| 2020 | 6 029    |

Detaljerade källor anges i Wikimedia Commons..

## Kultur och sevärdheter
Staden har förstörts flera gånger under sin historia och de äldsta byggnaderna i stadskärnan härstammar från 1700-talet. Den evangeliska stadskyrkan återuppfördes 1767 efter stadsbranden 1756 på resterna av de medeltida murarna. Även det gamla rådhuset i korsvirkesstil härstammar från denna tid, medan det nuvarande rådhuset härstammar från 1800-talet. Den katolska Mariakyrkan uppfördes 1908-1909.  I stadsdelen Danewitz finns en gammal bysmedja, uppförd 1595.
Det tidigare stationshuset fungerar idag som kulturhus. Bland återkommande arrangemang i staden märks musikfestivalen Rockende Eiche, adventsmarknaden i kulturhuset och stadens julmarknad.

## Kända personer
- Jürgen Paeke (född 1948), redskapsgymnast.

## Kommunikationer
Genom staden passerar den nationella vägen Bundesstrasse 2. I staden finns även en järnvägsstation på linjen Berlin - Angermünde, med förbindelser i riktning mot Berlin, Szczecin och Stralsund. Restiden med tåg till centrala Berlin är omkring en halvtimme.